# Eliminatoria al Campeonato Juvenil de la AFC 2000
La Eliminatoria al Campeonato Juvenil de la AFC 2000 fue la fase previa que debieron jugar las selecciones juveniles de Asia para clasificar a la fase final del torneo que se jugaría en Irán y que daba 4 plazas para la Copa Mundial de Fútbol Sub-20 de 2001 a jugarse en Argentina. La eliminatoria se jugó del 9 de abril al 23 de agosto.
Los equipos participantes fueron divididos en nueve grupos de eliminación, donde el ganador de cada grupo clasifica al torneo final en Irán.

## Grupo 1
Los partidos se jugaron en Beirut, Líbano.
| País       | J | G | E | P | GF | GC | Pts |
| ---------- | - | - | - | - | -- | -- | --- |
| Omán       | 4 | 3 | 1 | 0 | 8  | 1  | 10  |
| Siria      | 4 | 3 | 1 | 0 | 8  | 2  | 10  |
| Catar      | 4 | 2 | 0 | 2 | 6  | 5  | 6   |
| Líbano     | 4 | 1 | 0 | 3 | 5  | 9  | 3   |
| Tayikistán | 4 | 0 | 0 | 4 | 1  | 11 | 0   |

| Equipo 1   | Resultado | Equipo 2   |
| ---------- | --------- | ---------- |
| Catar      | 1-2       | Omán       |
| Líbano     | 4-1       | Tayikistán |
| Tayikistán | 0-3       | Siria      |
| Líbano     | 0-3       | Qatar      |
| Catar      | 1-3       | Siria      |
| Omán       | 3-0       | Líbano     |
| Tayikistán | 0-1       | Catar      |
| Siria      | 0-0       | Omán       |
| Omán       | 3-0       | Tayikistán |
| Siria      | 2-1       | Líbano     |

## Grupo 2
Los partidos se jugaron en Kuwait.
| País         | J | G | E | P | GF | GC | Pts |
| ------------ | - | - | - | - | -- | -- | --- |
| Kuwait       | 4 | 4 | 0 | 0 | 12 | 4  | 12  |
| Baréin       | 4 | 2 | 1 | 1 | 9  | 5  | 7   |
| Kazajistán   | 4 | 1 | 2 | 1 | 5  | 6  | 5   |
| Jordania     | 4 | 1 | 1 | 2 | 5  | 6  | 4   |
| Turkmenistán | 4 | 0 | 0 | 4 | 0  | 10 | 0   |

| Equipo 1     | Resultado | Equipo 2     |
| ------------ | --------- | ------------ |
| Kazajistán   | 2-2       | Baréin       |
| Kuwait       | 4-0       | Turkmenistán |
| Jordania     | 2-2       | Kazajistán   |
| Baréin       | 2-3       | Kuwait       |
| Jordania     | 0-1       | Baréin       |
| Turkmenistán | 0-1       | Kazajistán   |
| Kazajistán   | 0-2       | Kuwait       |
| Turkmenistán | 0-1       | Jordania     |
| Baréin       | 4-0       | Turkmenistán |
| Kuwait       | 3-2       | Jordania     |

## Grupo 3
Los partidos se jugaron en Arabia Saudita.
| País                   | J | G | E | P | GF | GC | Pts |
| ---------------------- | - | - | - | - | -- | -- | --- |
| Emiratos Árabes Unidos | 4 | 3 | 1 | 0 | 16 | 5  | 10  |
| Arabia Saudita         | 4 | 3 | 1 | 0 | 16 | 10 | 10  |
| Uzbekistán             | 4 | 2 | 0 | 2 | 8  | 11 | 6   |
| Yemen                  | 4 | 1 | 0 | 3 | 12 | 13 | 3   |
| Kirguistán             | 4 | 0 | 0 | 4 | 2  | 15 | 0   |

| Equipo 1       | Resultado | Equipo 2       |
| -------------- | --------- | -------------- |
| Kirguistán     | 0-2       | Arabia Saudita |
| Yemen          | 1-2       | UAE            |
| UAE            | 3-3       | Arabia Saudita |
| Kirguistán     | 1-3       | Uzbekistán     |
| Uzbekistán     | 3-2       | Yemen          |
| UAE            | 6-1       | Kirguistán     |
| Arabia Saudita | 3-2       | Uzbekistán     |
| Yemen          | 4-0       | Kirguistán     |
| Uzbekistán     | 0-5       | UAE            |
| Yemen          | 5-8       | Arabia Saudita |

## Grupo 4
Los partidos se jugaron en Bangladés.
| País      | J | G | E | P | GF | GC | Pts |
| --------- | - | - | - | - | -- | -- | --- |
| Irak      | 3 | 2 | 1 | 0 | 14 | 1  | 7   |
| Bangladés | 3 | 2 | 1 | 0 | 7  | 2  | 7   |
| Maldivas  | 3 | 0 | 1 | 2 | 1  | 10 | 1   |
| Nepal     | 3 | 0 | 1 | 2 | 0  | 9  | 1   |

| Equipo 1  | Resultado | Equipo 2  |
| --------- | --------- | --------- |
| Irak      | 7-0       | Nepal     |
| Bangladés | 4-1       | Maldivas  |
| Maldivas  | 0-6       | Irak      |
| Nepal     | 0-2       | Bangladés |
| Maldivas  | 0-0       | Nepal     |
| Bangladés | 1-1       | Irak      |

## Grupo 5
Los partidos se jugaron en Sri Lanka.
| País      | J                  | G                  | E                  | P                  | GF                 | GC                 | Pts                |
| --------- | ------------------ | ------------------ | ------------------ | ------------------ | ------------------ | ------------------ | ------------------ |
| Pakistán  | 2                  | 2                  | 0                  | 0                  | 3                  | 0                  | 6                  |
| India     | 2                  | 1                  | 0                  | 1                  | 2                  | 2                  | 3                  |
| Sri Lanka | 2                  | 0                  | 0                  | 2                  | 0                  | 3                  | 0                  |
| Bután     | Abandonó el torneo | Abandonó el torneo | Abandonó el torneo | Abandonó el torneo | Abandonó el torneo | Abandonó el torneo | Abandonó el torneo |

| Equipo 1  | Resultado | Equipo 2  |
| --------- | --------- | --------- |
| India     | 2-0       | Sri Lanka |
| Pakistán  | 2-0       | India     |
| Sri Lanka | 0-1       | Pakistán  |

## Grupo 6
Los partidos se jugaron en China.
| País      | J | G | E | P | GF | GC | Pts |
| --------- | - | - | - | - | -- | -- | --- |
| China     | 3 | 3 | 0 | 0 | 11 | 1  | 9   |
| Myanmar   | 3 | 2 | 0 | 1 | 6  | 3  | 6   |
| Taiwán    | 3 | 1 | 0 | 2 | 4  | 7  | 3   |
| Indonesia | 3 | 0 | 0 | 3 | 1  | 11 | 0   |

| Equipo 1  | Resultado | Equipo 2  |
| --------- | --------- | --------- |
| Indonesia | 1-3       | Taiwán    |
| China     | 3-0       | Myanmar   |
| Myanmar   | 3-0       | Indonesia |
| China     | 3-1       | Taiwán    |
| Taiwán    | 0-3       | Myanmar   |
| Indonesia | 0-5       | China     |

## Grupo 7
Los partidos se jugaron en Bangkok, Tailandia.
| País      | J | G | E | P | GF | GC | Pts |
| --------- | - | - | - | - | -- | -- | --- |
| Tailandia | 3 | 2 | 1 | 0 | 21 | 3  | 7   |
| Hong Kong | 3 | 2 | 0 | 1 | 6  | 6  | 6   |
| Laos      | 3 | 1 | 1 | 1 | 4  | 6  | 4   |
| Camboya   | 3 | 0 | 0 | 3 | 0  | 16 | 0   |

| Equipo 1  | Resultado | Equipo 2  |
| --------- | --------- | --------- |
| Camboya   | 0-12      | Tailandia |
| Hong Kong | 3-0       | Laos      |
| Laos      | 3-3       | Tailandia |
| Hong Kong | 3-0       | Camboya   |
| Tailandia | 6-0       | Hong Kong |
| Laos      | 1-0       | Camboya   |

## Grupo 8
Los partidos se jugaron en Guam.
| País    | J | G | E | P | GF | GC | Pts |
| ------- | - | - | - | - | -- | -- | --- |
| Japón   | 3 | 3 | 0 | 0 | 26 | 1  | 9   |
| Brunéi  | 3 | 2 | 0 | 1 | 8  | 10 | 6   |
| Vietnam | 3 | 1 | 0 | 2 | 7  | 14 | 3   |
| Guam    | 3 | 0 | 0 | 3 | 0  | 16 | 0   |

| Equipo 1 | Resultado | Equipo 2 |
| -------- | --------- | -------- |
| Japón    | 8-1       | Vietnam  |
| Guam     | 0-2       | Brunéi   |
| Brunéi   | 0-10      | Japón    |
| Vietnam  | 6-0       | Guam     |
| Brunéi   | 6-0       | Vietnam  |
| Guam     | 0-8       | Japón    |

## Grupo 9
Los partidos se jugaron en Kuala Lumpur, Malasia.
| País          | J | G | E | P | GF | GC | Pts |
| ------------- | - | - | - | - | -- | -- | --- |
| Corea del Sur | 4 | 4 | 0 | 0 | 40 | 3  | 12  |
| Malasia       | 4 | 2 | 1 | 1 | 17 | 8  | 7   |
| Singapur      | 4 | 2 | 1 | 1 | 8  | 14 | 7   |
| Filipinas     | 4 | 1 | 0 | 3 | 3  | 15 | 3   |
| Macao         | 4 | 0 | 0 | 4 | 1  | 29 | 0   |

| Equipo 1      | Resultado | Equipo 2      |
| ------------- | --------- | ------------- |
| Malasia       | 10-0      | Macao         |
| Singapur      | 0-12      | Corea del Sur |
| Malasia       | 1-1       | Singapur      |
| Macao         | 1-2       | Filipinas     |
| Filipinas     | 1-3       | Singapur      |
| Corea del Sur | 7-3       | Malasia       |
| Singapur      | 4-0       | Macao         |
| Corea del Sur | 8-0       | Filipinas     |
| Macao         | 0-13      | Corea del Sur |
| Filipinas     | 0-3       | Malasia       |

## Clasificados al Campeonato Juvenil de la AFC
| - Omán - Kuwait - Irak | - Pakistán - Emiratos Árabes Unidos - China | - Japón - Tailandia - Corea del Sur |